# Екзогенні корисні копалини
Екзогенні корисні копалини
Екзогенні корисні копалини — речовини, які утворилися на поверхні Землі або у верхній частині земної кори під впливом процесів вивітрювання — фізичного, хімічного, біогенного руйнування, наприклад, при дії потоків води й живих організмів. Утворюються, зокрема, на дні боліт, озер, річок, морів і океанів. Вони формуються в результаті механічного і біохімічного перетворення та диференціації мінеральних речовин ендогенного походження. Розрізнюють чотири генетичні групи цих копалин: залишкові, інфільтраційні, розсипні і осадові.
Залишкові формуються внаслідок винесення розчинних мінеральних сполук із зони вивітрювання і накопичення важкорозчинного мінерального залишку, що утворює руди заліза, нікелю, марганцю, алюмінію.
Інфільтраційні виникають при осадженні з підземних вод поверхневого походження розчинених в них мінеральних речовин з утворенням покладів руд урану, міді, срібла, золота, сірки самородної.
Розсипні утворюються при накопиченні в пухких відкладах на дні річок і морського узбережжя важких цінних мінералів, до числа яких належать золото, платина, мінерали титану, вольфраму, олова.
Осадові утворюються в процесі осадонакопичення на дні морів і континентальних водоймищ, що формує поклади вугілля, горючих сланців, нафти, горючого газу, солей, фосфоритів, руд заліза, марганцю, бокситів, урану, міді, а також будівельних матеріалів (гравій, пісок, глина, вапняк, цементна сировина).
Сучасні осадові гірські породи утворилися на поверхні літосфери внаслідок вивітрювання та перевідкладення давніших порід різного походження, випадіння речовин з розчинів, нагромадження решток рослинних і тваринних організмів та продуктів їх життєдіяльності, вулканічного матеріалу та матеріалу, що надходить з космосу. Породоутворення осадових гірських порід включає таку послідовність основних процесів: седиментація або седиментогенез (накопичення осадів) діагенез (перетворення осадів у гірські породи) → катагенез (зміни осадових порід на глибині поза зоною діагенезу) → метагенез (більш глибокі зміни речовини осадових порід на глибині) → гіпергенез (зміни порід під впливом вивітрювання в приповерхневій зоні земної кори). За характером осадонакопичення осадові родовища поділяють на 4 класи:
- механічні осадові родовища представлені уламковими фракціями осадів, що використовуються в основному як будівельні матеріали (родовища гравію, піску і глин), а також річкові, прибережно-морські і океанічні розсипи золота, платини, алмазів, мінералів олова, титану, вольфраму та ін.;
- хімічні осадові родовища включають родовища солей, гіпсу, ангідриту, боратів, бариту, руд заліза, марганцю, алюмінію (бокситів), а також деяких кольорових і рідкісних металів (мідь, молібден, ванадій, уран), що виникли зі справжніх колоїдних розчинів на дні водойм;
- біохімічні осадові родовища включають родовища горючих газів, нафти, вугілля, фосфоритів, карбонатних і кременистих порід; вони осаджувалися з розчинів при хімічних процесах внаслідок життєдіяльності організмів у водах і на дні водойм;
- вулканогенні осадові родовища виникли з осадів продуктів підводного і прибережного вулканізму; до них належать колчеданні родовища кольорових металів, оксидні родовища руд заліза і марганцю, а також яшм і кварцитів.

Близько 70% всіх корисних копалин представлені осадовими гірськими породами.